# Chronopsychologia
Chronopsychologia (gr. χρόvoς = czas) – nowa i wciąż relatywnie mało znana dyscyplina naukowa, zajmująca się zależnościami między czasem a umysłem. Poszukuje prawidłowości i przejawów istnienia u człowieka cyklicznie powtarzających się zmian w procesach psychicznych i psychofizjologicznych. Większość badań z tej dziedziny skupia się na analizie rytmu dobowego, pracy w systemie zmianowym i efekcie zwanym jet lag.